# Kraśniczyn
Kraśniczyn è un comune rurale polacco del distretto di Krasnystaw, nel voivodato di Lublino.
Ricopre una superficie di 110,02 km² e nel 2004 contava 4 383 abitanti.